# 裴寛 (北周)
裴 寛（はい かん、生没年不詳）は、北魏から北周にかけての軍人。字は長寛。本貫は河東郡聞喜県。

## 経歴
裴静慮の子として生まれた。容貌魁偉で群書を広く読み、弟の裴漢・裴尼とともに名を知られた。両親が早くに没し、裴寛が弟たちを撫育して兄弟愛に篤かったため、鄭孝穆は兄弟を高く評価した。裴寛が13歳のとき、北魏の孝明帝によって郎に選抜されて、員外散騎侍郎を初任とした。北魏の孝武帝末年、広陵王府直兵参軍となり、寧朔将軍・員外散騎常侍の位を加えられた。534年（永熙3年）、孝武帝が関中に入ると、裴寛は洛陽に残されたが、高歓に従うのを潔しとせず、家族を率いて大石巌に避難した。537年（大統3年）、西魏の独孤信が洛陽に入ると、裴寛は独孤信に面会した。
ときに汾州刺史の韋子粲が東魏に降ると、韋子粲の兄弟で関中にいた者は、みな連座して罪に問われた。韋子粲の末弟の韋子爽は洛陽にいたことから、裴寛の庇護を求めた。裴寛は韋子爽を受け入れて保護した。西魏で大赦があり、韋子爽にも赦免があったという情報が伝わったため、韋子爽が出頭したところ、処刑されてしまった。裴寛は韋子爽を匿った件について独孤信に問責されたが、堂々と釈明し、罪に問われなかった。
539年（大統5年）、裴寛は都督・同軌防長史に任じられ、征虜将軍の号を加えられた。547年（大統13年）、同軌防主の韋祐に従って潁川に向かい、侯景による包囲を解かせた。侯景がひそかに南朝梁につこうとしていることを察知し、裴寛は侯景を信じてはいけないと、韋祐に進言した。
548年（大統14年）、裴寛は東魏の将の彭楽・楽恂と新城で戦い、負傷して捕らえられた。河陰に連行されて、高澄と面会した。裴寛は高澄に礼遇されたが、夜間に逃亡して関中に帰り、宇文泰と面会した。宇文泰は西魏の諸公の面前で裴寛を讃えた。裴寛は持節・帥都督となり、夏陽県男に封じられ、孔城城主に任じられた。
550年（大統16年）、孔城に駐屯したまま、河南郡太守に転じた。まもなく撫軍・大都督・通直散騎常侍の位を加えられた。552年（廃帝元年）、使持節・車騎大将軍・儀同三司・散騎常侍に進んだ。557年、北周が建国されると、子爵に進んだ。
裴寛は孔城にあること13年、北斉の洛州刺史の独孤永業と対峙し続けた。独孤永業には計略が多く、出兵すると消息をくらましては忽然と現れ侵攻してきた。しかし裴寛はつねに独孤永業の目くらましを察知して迎撃し、勝利を重ねたので、独孤永業も孔城の裴寛を敬遠するようになった。北斉の伊川郡太守の梁鮓が西魏の国境を侵犯して患いとなっていたため、宇文泰は裴寛にその経略を命じた。梁鮓が妻家で宴会を開いて酔いつぶれていたところ、その情報を察知した裴寛が兵を派遣して襲撃し、梁鮓を斬った。
560年（武成2年）、裴寛は長安に召還されて司土中大夫となった。561年（保定元年）、沔州刺史として出向した。まもなく魯山防主に転じた。564年（保定4年）、驃騎大将軍・開府儀同三司の位を加えられた。567年（天和2年）、行復州事をつとめた。568年（天和3年）、温州刺史に任じられた。
かつて北周は南朝陳と通交関係を結んでいたが、華皎が陳に叛いて北周について以後、陳は北周を攻撃するようになった。沔州は陳と国境を接していたため、裴寛は再び沔州刺史とされてその地を守備することとなった。しかし沔州の州城は手狭で、兵器も少なかったことから、裴寛はその守り難さを憂慮していた。さらに秋には漢水が氾濫して、陳の水軍を利する恐れもあった。そこで裴寛は守備兵の増員と州城の羊蹄山への移設を襄州総管に進言した。総管府は兵の増員は許したものの、城の移設は許可しなかった。裴寛は例年の増水箇所を測り、大木を岸で切り倒して、敵船の通行に備えた。襄州からの援兵が到着しないうちに、陳の将軍の程霊洗が沔州城下に進軍してきた。水勢が弱いうちは程霊洗の兵は城に近づけなかったが、雨水が流れ込んで水位が切り倒した木の上を超えるようになると、船が通過できるようになり、程霊洗は大艦で城に迫った。陳軍は昼夜分かたず城を攻め立て、30日あまりも攻防が続いた。城壁が崩れ、陳軍が城内に乗りこんだが、なおも2日間戦いは続いた。外援はなく、沔州は陥落した。裴寛は陳軍に捕らえられて揚州に連行され、まもなく嶺南に送られた。
数年後、身柄を建康に送られ、江南で死去した。享年は67。後に子の裴義宣が御正の杜杲に従って陳に使いしたとき、裴寛の棺を取り戻して帰国した。581年（開皇元年）、隋が建国されると、襄郢二州刺史の位を追贈された。
子の裴義宣は、譙王宇文倹の下で府記室をつとめ、司金二命士に転じ、合江県令となった。

## 伝記資料
- 『周書』巻34 列伝第26
- 『北史』巻38 列伝第26